# War Dance (Colosseum II)
War Dance è il terzo ed ultimo album del gruppo rock Colosseum II, scioltosi nel 1977, pochi mesi dopo questa pubblicazione.

## Tracce
1. War Dance – 5:01 (Gary Moore)
2. Major Keys – 6:36 (Gary Moore, John Hiseman)
3. Put It That Way – 3:41 (Gary Moore, John Hiseman)
4. Castles – 4:36 (Gary Moore)
5. Fighting Talk – 3:10 (Gary Moore, John Hiseman)
6. The Inquisition – 4:52 (Gary Moore, John Hiseman)

## Formazione
- Gary Moore, voce, chitarra
- Don Airey, tastiera
- John Mole, basso
- John Hiseman, batteria